# Urena procumbens
Urena procumbens är en malvaväxtart som beskrevs av Carl von Linné. Urena procumbens ingår i släktet Urena och familjen malvaväxter.

## Underarter
Arten delas in i följande underarter:
- U. p. microphylla
- U. p. multifida